# Châteauneuf-de-Galaure
 Châteauneuf-de-Galaure  es una población y comuna francesa, en la región de Ródano-Alpes, departamento de Drôme, en el distrito de Valence y cantón de Saint-Vallier.

## Demografía
| 1182 | 1153 | 1153 | 1252 | 1246 | 1276 |
| Para los censos de 1962 a 1999 la población legal corresponde a la población sin duplicidades (Fuente: INSEE [Consultar]) |      |      |      |      |      |